# Gehyra leopoldi
Espèce
Gehyra leopoldi est une espèce de geckos de la famille des Gekkonidae.

## Répartition
Cette espèce est endémique de Nouvelle-Guinée occidentale en Indonésie.

## Étymologie
Cette espèce est nommée en l'honneur de Léopold III de Belgique.

## Publication originale
- Brongersma, 1930 : Sur un Geckonidae nouveau, Gehyra leopoldi nov. sp., de la Nouvelle-Guinée. Bulletin du Musée royal d'histoire naturelle de Belgique, vol. 6, n. 11, p. 1-3.